# Азербайджански език
Азербайджанският език (Azəri, Azərbaycan dili; آذربايجان ديلی; Азәрбајҹан дили; известен и като азерски, азери, Azəri, Türki azəri) е тюркски език.
Говори се от около 31 400 000 души в Азербайджан (официален), Иран, Русия (официален в Дагестан) и други страни.
Лингвистиката го класифицира към подгрупата на огузките езици, но притежава и някои белези, характерни за кипчаската подгрупа. В лексикално отношение е силно повлиян от арабския и персийския език

## Граматика
Не се различава от граматиката на турския език.

## Писменост
Понастоящем в Република Азербайджан официално се използва латиницата, макар неофициално кирилицата все още да не е излязла от употреба. В Иран южноазербайджанският език използва персийската редакция на арабска азбука. Между използваните кирилица и латиница има пълно съответствие на буквите при представяне на един и същ звук. Следната таблица сравнява латиницата, кирилицата и арабското писмо в употребата им за записване на азерска реч:
| Aa | Аа | آ ا |
| Əə | Әә | ا ه |
| Bb | Бб | ب   |
| Cc | Ҹҹ | ج   |
| Çç | Чч | چ   |
| Dd | Дд | د   |
| Ee | Ее | ئ   |
| Ff | Фф | ف   |

| Gg | Ҝҝ | گ   |
| Ğğ | Ғғ | غ   |
| Hh | Һһ | ه ح |
| Xx | Хх | خ   |
| Iı | Ыы | ی   |
| İi | Ии | ی   |
| Jj | Жж | ژ   |
| Kk | Кк | ک   |

| Qq | Гг | ق |
| Ll | Лл | ل |
| Mm | Мм | م |
| Nn | Нн | ن |
| Oo | Оо | و |
| Öö | Өө | ؤ |
| Pp | Пп | پ |
| Rr | Pp | ر |

| Ss | Сс | س ص ث   |
| Şş | Шш | ش       |
| Tt | Тт | ت ط     |
| Uu | Уу | و       |
| Üü | Үү | و       |
| Vv | Вв | و       |
| Yy | Јј | ی       |
| Zz | Зз | ز ذ ظ ض |

## Речник
Персийското влияние върху азербайджански е силно изразено в лексиката. В азербайджански се употребяват голям брой персийски думи, които отсъстват в турски или чиято употреба в турски е ограничена, например
асан „лесен“, бар „плод“, жаван „млад“, чәп „крив“, гирдә „кръгъл“, кар „глух“, көһнә „стар“, күчә „улица“, мис „мед (метал)“, пайыз „есен“, шәнбә „събота“, турш „кисел“; фразеологизми: хаһиш едирәм „моля“, гүзәшт елә „извинете ме“, худаһафиз „довиждане“, многобройни калки (хош гәл – „харесвам се на“, срв. перс. хош āмадан и др.). Някои местоимения са също заети от персийски: һәмин „същ“, һәр „всеки“, һәр кәс „всеки (за хора)“, һеч „никой“.

## Фрази
- Salam – Здравей
- Necəsən? – Как си? / Как сте?
- Nətərsən? – Как си?
- Mən yaxşıyam. – Аз съм добре.
- Çox sağol – Благодаря.
- Sabahınız xeyir! – Добро утро!
- Axşamınız xeyir! – Добър вечер! или Лека вечер!
- Gecəniz xeyir! – Лека нощ!
- Haradansınız? – Откъде сте?
- Mən Bolqarıstandanam. – Аз съм от България.
- Azərbaycanca danışa bilirsən? – Говориш ли азери? (Можеш ли да говориш азери?)
- Mən azərbaycanca danışa bilmirəm. – Не говоря азери. (Не мога да говоря азери.)
- Mən azərbaycanca bir az danışa bilirəm. – Говоря малко азери. (Мога да говоря малко азери.)
- Sağol – Довиждане. Чао.